# LTV A-7 Corsair II
L'LTV A-7 Corsair II és un avió d'atac lleuger estatunidenc subsònic amb capacitat de transport dissenyat i fabricat per Ling-Temco-Vought (LTV).
L'A-7 es va desenvolupar a principis de la dècada de 1960 com a reemplaçament del Douglas A-4 Skyhawk. El seu disseny es va derivar del Vought F-8 Crusader; en comparació amb l'F-8, l'A-7 és alhora més petit i restringit a velocitats subsòniques, la seva cèl·lula és més senzilla i més barata de produir. Després d'una oferta competitiva de Vought en resposta al requisit VAL (Més pesat que l'aire, atac, lleuger) de la Marina dels Estats Units (USN), es va emetre un contracte inicial per al tipus el 8 de febrer de 1964. El desenvolupament va ser ràpid, primer volant el 26 de setembre de 1965 i entrant en servei d'esquadró amb la USN l'1 de febrer de 1967; a finals d'aquell any, els A-7 estaven sent desplegats a l'estranger per a la guerra del Vietnam.
Adoptat inicialment per la USN, l'A-7 va resultar atractiu per a altres serveis, aviat va ser adoptat per la Força Aèria dels Estats Units (USAF) i la Guàrdia Nacional Aèria (ANG) per substituir les velles flotes de Douglas A-1 Skyraider i North American F-100 Super Sabre. Es desenvoluparien models millorats de l'A-7, normalment adoptant motors més potents i aviònica cada cop més capaç. Els A-7 nord-americans s'utilitzarien en diversos conflictes importants, com ara la invasió de Grenada, l'operació El Dorado Canyon i la Guerra del Golf. També es va fer servir per donar suport al desenvolupament del Lockheed F-117 Nighthawk.
L'A-7 també es va exportar a Grècia a la dècada de 1970 i a Portugal a finals dels 80. L'USAF i la USN van optar per retirar els seus exemplars restants d'aquest tipus el 1991, seguits per l'ANG el 1993 i la Força Aèria Portuguesa el 1999. L'A-7 va ser substituït en gran manera per caces de nova generació com el General Dynamics F-16 Fighting Falcon i el McDonnell Douglas F/A-18 Hornet. L'operador final, la Força Aèria Hel·lènica, va retirar els últims A-7 durant el 2014.

## Especificacions (A-7E)

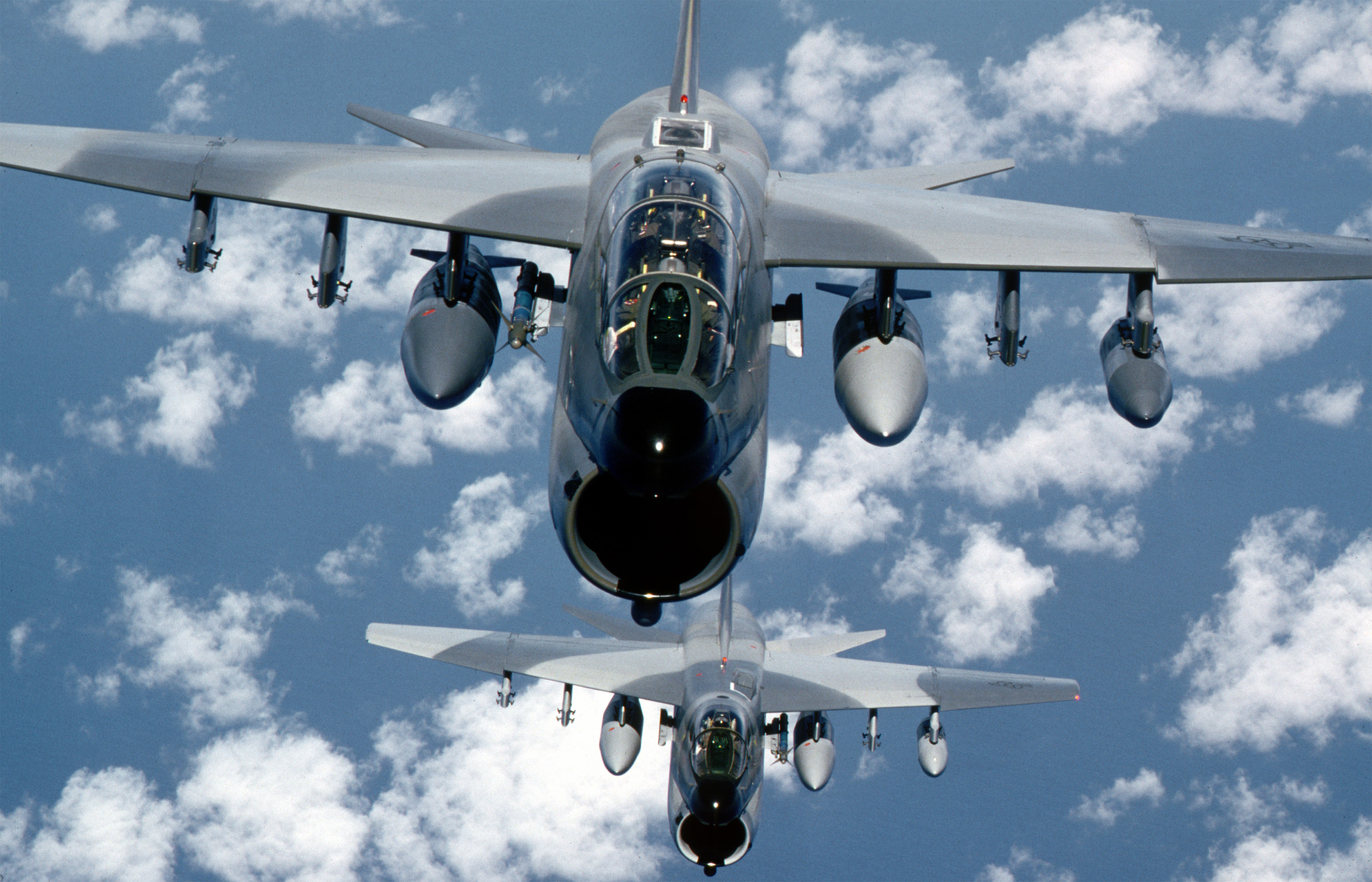
Dos Corsairs de la Guàrdia Nacional dels Estats Units, un biplaça A-7K i un monoplaça A-7D, volant el 1988

Dades de Jane's All the World's Aircraft 1982–83 Complete Encyclopedia of World Aircraft, International Directory of Military Aircraft
Característiques generals
- Tripulació: 1
- Longitud: 14,06 m
- Envergadura: 11,81 m
- Alçada: 4,90 m
- Perfil: NACA 65A007, arrel i punta alar
- Pes buit: 8.676 kg
- Pes màxim d'enlairament: 19.050 kg

 Rendiment 
- Velocitat màxima: 600 nusos
- Abast: 1.981 km
- Abast en trasllat: 2.485 km
- Sostre de servei: 42.000 peus (12.802 m)
- Ràtio d'ascens: 76,2 m/s[6]

Armament

- Metralladores: 1 canó automàtic rotatori de calibre 20 mm M61A1 Vulcan amb 1.030 cartutxos
- Punts d'ancoratge: 6 suport alars i 2 suports addicionals al buc (només per a míssils aire-aire AIM-9 Sidewinder) amb una capacitat de 15.000 lliures (6.804 kg) de capacitat total